# Gran Premio Capodarco 2015
Il Gran Premio Capodarco 2015, quarantaquattresima edizione della corsa, valido come prova di classe 1.2U dell'UCI Europe Tour 2015, si svolse il 16 agosto 2015 su un percorso di 156 km con partenza ed arrivo a Capodarco. Fu vinto dall'italiano Riccardo Donato che terminò la gara in 3h41'15", alla media di 42,31 km/h, davanti ai connazionali Simone Velasco e Filippo Fiorelli.
Partenza con 192 ciclisti, dei quali 88 completarono la gara.

## Squadre partecipanti
Partecipano alla corsa 192 ciclisti (su 210 iscritti) in rappresentanza di 41 formazioni, ciascuna composta da un massimo di cinque atleti. Tra le squadre al via, cinque formazioni Continental e quattro selezioni nazionali.
| N.      | Cod. | Squadra                         |
| ------- | ---- | ------------------------------- |
| 1-7     | AUS  | Nazionale australiana           |
| 9-13    | RUS  | Nazionale russa                 |
| 17-21   | KAZ  | Nazionale kazaka                |
| 27-31   | ARG  | Nazionale argentina             |
| 33-37   |      | Vélo Club La Pomme Marseille    |
| 41-44   |      | A.V.C. Aix-en-Provence          |
| 49-52   |      | U.C. Monaco                     |
| 65-69   |      | V.C. Mendrisio-PL Valli         |
| 74-79   | RAR  | Radenska Ljubljana              |
| 81-84   | UNA  | Utensilnord                     |
| 89-93   |      | GFDD Altopack                   |
| 97-101  |      | Zalf-Euromobil-Désirée-Fior     |
| 105-109 | UNI  | Unieuro-Wilier                  |
| 113-116 | GMC  | GM Cycling Team                 |
| 121-125 | VHS  | MG.K Vis-Vega                   |
| 129-133 |      | Team Colpack                    |
| 137-144 |      | Viris Maserati-Sisal Matchpoint |
| 145-150 |      | Team Palazzago Fenice           |
| 154-158 |      | Delio Gallina-Colosio-Eurofeed  |
| 161-165 |      | General Store-Bottoli-Zardini   |
| 169-173 |      | Selle Italia-Cieffe-Ursus       |

| N.      | Cod. | Squadra                       |
| ------- | ---- | ----------------------------- |
| 177-181 |      | Team Named-Ferroli            |
| 185-189 |      | ASD Monviso-Venezia           |
| 193-197 |      | Trentino Cycling Team U23     |
| 201-206 |      | Mastromarco-Sensi-Dover       |
| 209-213 |      | Futura Team-Rosini            |
| 217-221 |      | Ciclistica Malmantile         |
| 225-230 |      | Frigos Cycling Team           |
| 233-239 |      | U.C. Pistoiese                |
| 241-245 |      | U.S. Fracor Semetica Sphera   |
| 249-253 |      | Team CP 85                    |
| 257-261 |      | Vejus-TMF-Cicli Magnum        |
| 265-269 |      | S.C. Virtus Villa ASD         |
| 274-278 |      | ASD Acqua & Sapone-Mocaiana   |
| 281-285 |      | Aran Cucine                   |
| 289-293 |      | Calz. Montegranaro-Marini S.  |
| 297-301 |      | Monturano-Civitanova Marche   |
| 305-309 |      | ASD U.C. Porto Sant'Elpidio   |
| 313-318 |      | ASD Team Cingolani Senigallia |
| 321-327 |      | ASD G.S. Banca Pop. Emilia-R. |
| 329-332 |      | Team Bike Todis               |

## Ordine d'arrivo (Top 10)
| Pos. | Corridore         | Squadra       | Tempo    |
| ---- | ----------------- | ------------- | -------- |
| 1    | Riccardo Donato   | Selle Italia  | 3h41'15" |
| 2    | Simone Velasco    | Zalf-Eurom.   | s.t.     |
| 3    | Filippo Fiorelli  | Team CP 85    | a 18"    |
| 4    | Jacopo Billi      | Gallina       | s.t.     |
| 5    | Evgenij Kobernjak | GFDD Altopack | s.t.     |
| 6    | Matteo Natali     | Mastromarco   | s.t.     |
| 7    | Ildar Arslanov    | Russia        | s.t.     |
| 8    | Loick Lebouvier   | A.V.C. Aix    | a 22"    |
| 9    | Mark Padun        | Palazzago     | s.t.     |
| 10   | Andrea Vendrame   | Zalf-Eurom.   | s.t.     |